# 馬特金斯 (密蘇里州)
馬特金斯（英語：Matkins）是位於美國密蘇里州哈里森縣的非建制地區。

## 歷史
馬特金斯的郵局於1880年設立，其後於1907年停運。

## 地理
馬特金斯所處的海拔為高於海平面288米（即945英呎），而該地所採用的時區為UTC-6，即北美中部時區（CST）。同時該地設有夏令時間，為UTC-6調快一小時，即UTC-5（CDT）。